# Roccafranca
Roccafranca település Olaszországban, Lombardia régióban, Brescia megyében. Lakosainak száma 4854 fő (2023. január 1.). Roccafranca Chiari, Comezzano-Cizzago, Orzinuovi, Pumenengo, Rudiano, Soncino, Orzivecchi és Torre Pallavicina községekkel határos.

## Népesség
A település lakossága az elmúlt években az alábbi módon változott:
| Lakosok száma | 4824 | 4777 | 4854 |
|               | 2017 | 2018 | 2023 |